# Leipula angusta
Leipula angusta là một loài tò vò trong họ Ichneumonidae.